# Freddy Rech
Freddy Rech (Albertville, 7 febbraio 1980) è un ex sciatore alpino francese.

## Biografia
Originario di Mercury e attivo in gare FIS dal dicembre del 1995, Rech esordì in Coppa Europa il 27 gennaio 1997 a Val-d'Isère in supergigante (65º). Ai Mondiali juniores di Monte Bianco 1998 vinse la medaglia d'oro nel supergigante; nella successiva rassegna iridata giovanile Pra Loup 1999 si aggiudicò la medaglia d'argento nel supergigante e nello slalom gigante, mentre in quella di Québec 2000 ottenne la medaglia di bronzo nello slalom gigante. Esordì in Coppa del Mondo il 5 marzo 2000 a Kvitfjell in supergigante (44º).
In Coppa Europa ottenne il primo podio il 9 gennaio 2002 a Tarvisio in supergigante (3º) e l'unica vittoria, nonché terzo e ultimo podio, il 7 marzo dello stesso anno a Tignes nella medesima specialità; in Coppa del Mondo ottenne il miglior piazzamento il 28 febbraio 2004 a Kranjska Gora in slalom gigante (5º) mentre l'anno dopo ai Mondiali di Bormio/Santa Caterina Valfurva 2005, sua unica presenza iridata, si classificò 19º nello slalom gigante. Prese per l'ultima volta il via in Coppa del Mondo il 7 gennaio 2006 ad Adelboden in slalom gigante, senza completare la prova, e si ritirò all'inizio della stagione 2006-2007; la sua ultima gara fu uno slalom gigante FIS disputato il 14 agosto a Ushuaia Cerro Castor, chiuso da Rech al 7º posto.

## Palmarès

### Mondiali juniores
- 4 medaglie:
  - 1 oro (supergigante a Monte Bianco 1998)
  - 2 argenti (supergigante, slalom gigante a Pra Loup 1999)
  - 1 bronzo (slalom gigante a Québec 2000)

### Coppa del Mondo
- Miglior piazzamento in classifica generale: 88º nel 2004

### Coppa Europa
- Miglior piazzamento in classifica generale: 12º nel 2002
- Vincitore della classifica di supergigante nel 2002
- 3 podi:
  - 1 vittoria
  - 1 secondo posto
  - 1 terzo posto

#### Coppa Europa - vittorie
| Data         | Località | Paese   | Specialità |
| ------------ | -------- | ------- | ---------- |
| 7 marzo 2002 | Tignes   | Francia | SG         |

Legenda:

SG = supergigante

#### Coppa Europa - gare a squadre
- 1 podio:
  - 1 secondo posto

### Campionati francesi
- 2 medaglie:
  - 2 bronzi (discesa libera nel 2000; supergigante nel 2002)